# Бранденбургский университет прикладных наук
Бранденбургский университет прикладных наук (ger.Technische Hochschule Brandenburg, известен как THB или TH Brandenburg) — университет прикладных наук, расположенный в Бранденбурге-на-Гавеле, Германия. Основан в 1992 году как Fachhochschule Brandenburg и стал первым высшим учебным заведением в Бранденбурге-на-Гавеле. Кампус Бранденбургского университета прикладных наук расположен в районе Альтштадт, в бывшем военном комплексе 19-го века. Студентами Бранденбургского университета прикладных наук руководят около 260 сотрудников. В центре внимания курсов обучения, предлагаемых на трех факультетах, находятся так называемые предметы STEM(Science, technology, engineering, and mathematics).